# Агудус-ду-Сул
Агудус-ду-Сул (порт. Agudos do Sul) — муниципалитет в Бразилии, входит в штат Парана. Составная часть мезорегиона Агломерация Куритиба. Входит в экономико-статистический микрорегион Риу-Негру. Население составляет 8067 человек на 2006 год. Занимает площадь 192,228 км². Плотность населения — 42,0 чел./км².

## История
Город основан 18 ноября 1961 года.

## Статистика
- Валовой внутренний продукт на 2003 год составляет 43 432 196,00 реалов (данные: Бразильский институт географии и статистики).
- Валовой внутренний продукт на душу населения на 2003 год составляет 5655,97 реалов (данные: Бразильский институт географии и статистики).
- Индекс развития человеческого потенциала на 2000 год составляет 0,712 (данные: Программа развития ООН).

## География
Климат местности: субтропический. В соответствии с классификацией Кёппена, климат относится к категории Cfb.